# Captiva Island

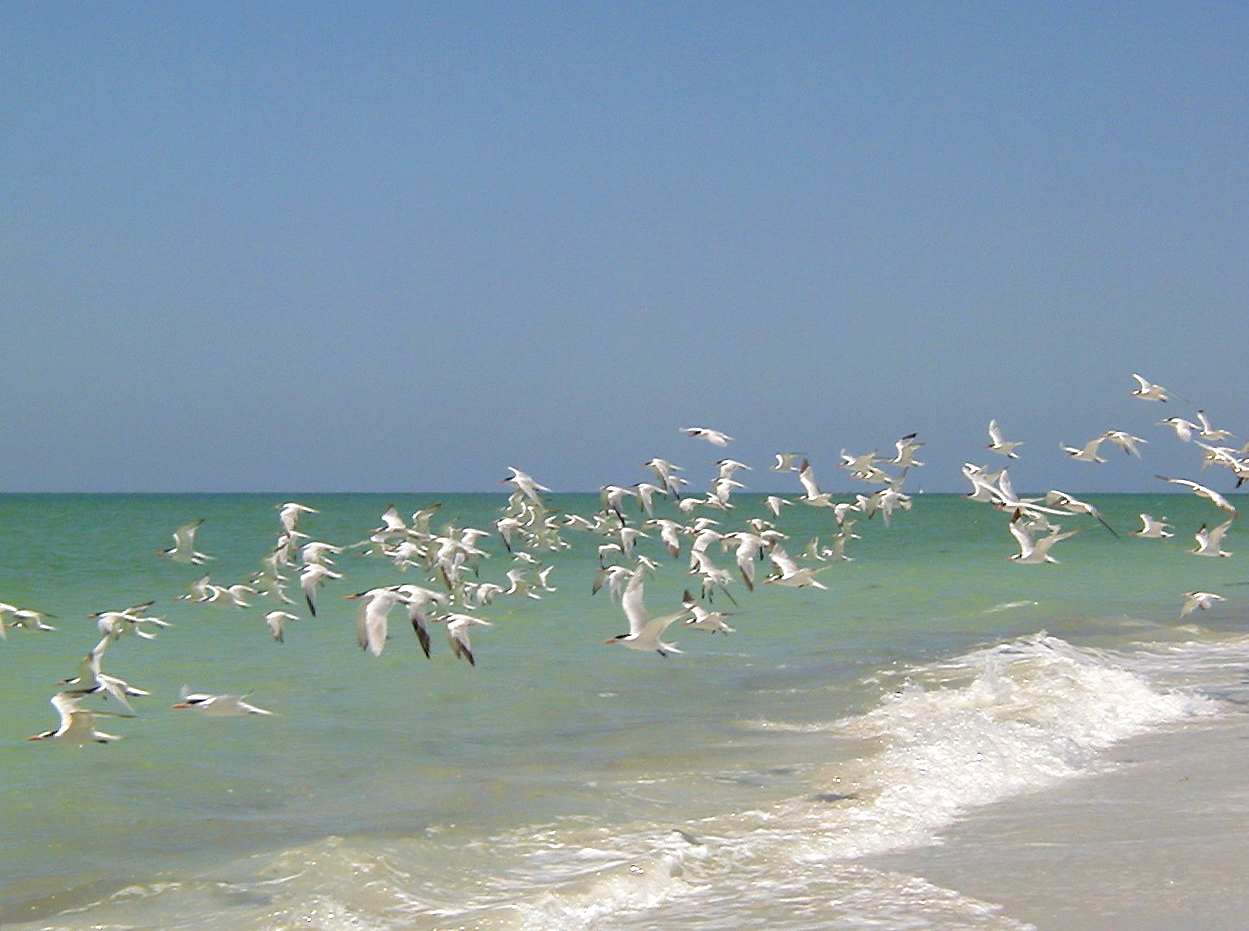
Uno stormo di rincopidi in volo sotto la spiaggia occidentale di Upper Captiva Island.

Captiva Island è un'isola della contea di Lee nel sud-ovest della Florida, situata poco lontano dalle coste del golfo del Messico.
Captiva Island è stata gravemente danneggiata nell'agosto del 2004 dall'uragano Charley.
Secondo una leggenda locale, Captiva, prese questo nome dal fatto che il capitano dei pirati José Gaspar (Gasparilla) tenesse qui le sue prigioniere femmine per chiederne il riscatto se non per approfittarne per fare sesso.